# Demetress Adams
Demetress Adams, née le 10 mars 1987 à Bishopville (Caroline du Sud), est une joueuse américaine de basket-ball, évoluant au poste d'intérieure.

## Biographie
Après une saison en Espagne au Celta Vigo (9,7 pts, 6,9 rbds en 28 min), elle signe au Toulouse Métropole Basket, promu à Ligue féminine de basket. Elle ne revient pas au club après les fêtes de la fin d'année 2012.

## Club
- 2011-2012 :  Real Club Celta Vigo
- 2012-2012 :  Toulouse Métropole Basket